# Gerichtsbezirk Montafon

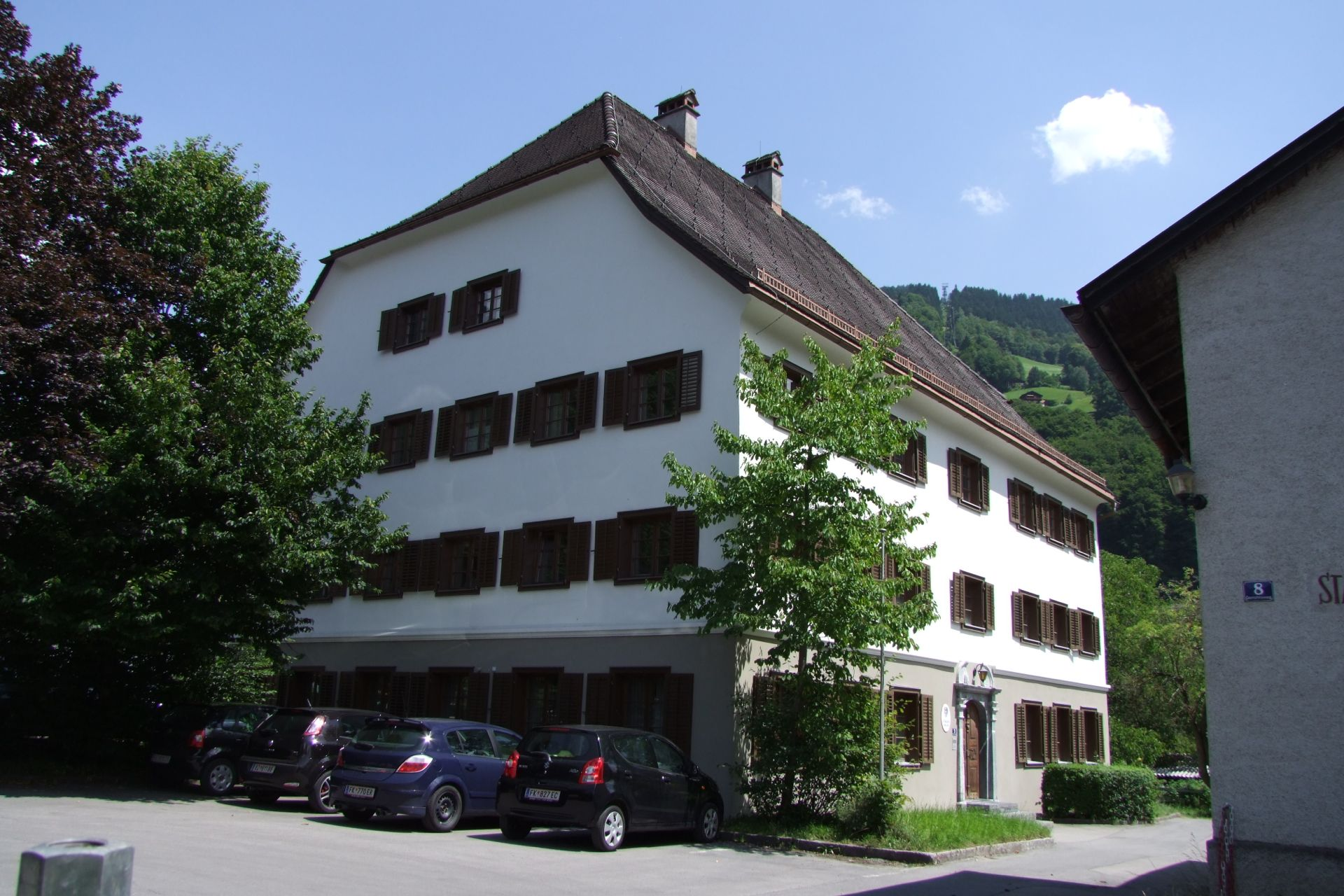
Bezirksgericht Montafon

Der Gerichtsbezirk Montafon war bis 30. Juni 2017 der örtliche Zuständigkeitsbereich des Bezirksgerichts Montafon im österreichischen Bundesland Vorarlberg.
Der Sitz des Bezirksgerichts befand sich im Hauptort des Montafons, der Marktgemeinde Schruns. Der Gerichtsbezirk Montafon war einer von zwei Gerichtsbezirken im politischen Bezirk Bludenz.
Die Zuteilung der Gerichtssprengel in Vorarlberg erfolgte mit der Verordnung der Bundesregierung vom 19. Jänner 1971 über die Sprengel der in Vorarlberg gelegenen Bezirksgerichte im BGBl. Nr. 33/1971. Der Gerichtsbezirk Montafon wurde darin in Paragraph 6 festgelegt.
Am 25. September 2015 gab Justizminister Wolfgang Brandstetter bekannt, dass das Bezirksgericht Montafon und damit der Gerichtsbezirk im Jahr 2017 aufgelöst werden sollen. Die Zuständigkeit ging daher mit 1. Juli 2017 auf das Bezirksgericht Bludenz über, die Gemeinden des Gerichtsbezirks Montafon wurden Teil des Gerichtsbezirks Bludenz. In den Jahren zuvor waren diese Pläne bereits mehrfach gefasst und aufgrund des anhaltenden Widerstands der Vorarlberger Landesregierung verworfen worden.

## Örtliche Zuständigkeit
Der Gerichtsbezirk erstreckte sich auf alle zehn Gemeinden im Montafon.
1. Bartholomäberg
2. Gaschurn
3. Lorüns
4. St. Anton im Montafon
5. St. Gallenkirch
6. Schruns
7. Silbertal
8. Stallehr
9. Tschagguns
10. Vandans